# Teatro dei Rassicurati
Il Teatro dei Rassicurati è un teatro di Montecarlo in provincia di Lucca.
Inserito nel centro storico, con una facciata che non si distingue dagli altri edifici, all'interno rivela tutta la sua illustre tradizione di luogo teatrale storico con la sua pianta ovoidale e i 28 palchi distribuiti su due ordini, le decorazioni policrome a motivi geometrici o a motivi floreali, cammei e drappeggi di gusto eclettico.
La sua fondazione risale al 1795 quando l'Accademia dei Rassicurati incaricò della progettazione e della realizzazione l'ingegnere fiorentino Antonio Capretti.
Dopo un secolo di attività, prevalentemente lirica, il teatro venne ampiamente restaurato nel 1894 (aggiunta delle quattro barcacce e ampliamento del palcoscenico).
Ceduto dall'Accademia nel primo dopoguerra, il teatro subì un progressivo processo di decadimento tanto che nel 1966 rischiò di essere demolito e fu salvato da un provvidenziale intervento di uno studioso locale, il professor Mario Tori, e di Italia Nostra. Grazie all'intervento dell'Amministrazione Comunale, dopo alcuni lavori di restauro e consolidamento, nel 1973 ha ripreso la sua secolare e prestigiosa attività con l'opera buffa Il Ciarlatano di Domenico Puccini, diretta dal maestro Herbert Handt e con scenografie del pittore lucchese Marco Pasega.
Da questo momento ha preso il via una nuova stagione ricca di allestimenti tratti sia dalla tradizione più celebre del melodramma italiano (Rossini, Donizetti, Paisiello, Monteverdi, Puccini, Cimarosa) che di nuove sperimentazioni qui allestite in prima assoluta.
Dopo una nuova chiusura dovuta a lavori di adeguamento alle nuove normative di sicurezza, nel 1994 ha ripreso l'attività sotto la gestione, per un lungo periodo, del Teatro delle Donne, caratterizzandosi con varie iniziative e un brillante cartellone. Da segnalare inoltre la presenza della scuola di teatro a cura dell'Associazione Ottavo Laboratorio di Lucca, una rassegna di teatro amatoriale organizzata dalla Fita e una stagione concertistica dedicata ai compositori toscani redatta dai Virtuosi dell'Accademia.